# امیر اثباتی
امیر اثباتی (زادهٔ ۱۳۳۵) طراح صحنه و دکور سینمای ایران است. اثباتی در تهران متولد شده و فارغ‌التحصیل معماری از دانشکده هنرهای زیبای دانشگاه تهران است. وی با طراحی صحنه و لباس فیلم گنج (۱۳۶۳) به کارگردانی محمدعلی سجادی فعالیت سینمایی را آغاز کرد. از دیگر فعالیت‌های او می‌توان به کارهای گرافیکی، طراحی پوستر و تیتراژ نیز اشاره کرد. او ۴ بار موفق به دریافت سیمرغ بلورین بهترین طراح صحنه و لباس از جشنواره فیلم فجر شده است و در این بخش از جشنواره در کنار ایرج رامین‌فر رکورددار هستند. اثباتی برای طراحی پوستر فیلم زینت (۱۳۷۲) سیمرغ بلورین طراحی پوستر را نیز از همین جشنواره دریافت کرده است.